# La luce nella masseria
La luce nella masseria è un film per la televisione italiano, diretto da Riccardo Donna e Tiziana Aristarco, trasmesso in prima visione e in prima serata su Rai 1 il 7 gennaio 2024 per celebrare i 70 anni dall'inizio delle trasmissioni televisive.

## Trama
Il film racconta l'arrivo, negli anni '60, della televisione in una famiglia del Sud.

## Produzione
Le riprese sono state effettuate per quattro settimane a Matera, tra i Sassi di Matera, le chiese rupestri di Matera e le grotte naturali, a metà tra l'altopiano calcareo e le masserie delle aziende agricole nelle campagne.

## Romanzo
La storia che ha ispirato il film tv è stata pubblicata dalla casa editrice Mondadori. Gli autori del romanzo sono gli stessi sceneggiatori Saverio D'Ercole e Roberto Moliterni.

## Colonna sonora
La colonna sonora del film è stata composta da Carmine Padula. Le musiche, orchestrate e dirette dallo stesso Padula, sono state incise presso i Forum Studios di Roma con l'Orchestra Italiana del Cinema. In contemporanea con l'uscita del film viene rilasciato l'album della colonna sonora da Rai Com.
1. Amore vero – 2:06
2. La Luce nella Masseria – 2:31
3. Go away – 2:57
4. My Joy – 2:14
5. Giorni bui – 2:07
6. The power of Love – 1:58
7. Tensioni di famiglia – 1:46
8. Qualunque cosa accada – 1:13
9. Reprise – 1:17
10. La mia famiglia – 2:14
11. Tema di Imma – 1:03
12. Symphony of the Moon – 3:52

## Accoglienza
Il film è stato trasmesso in prima visione e prima serata su Rai 1 domenica 7 gennaio 2024 e ha totalizzato 3 445 000 telespettatori pari al 19% di share.

## Curiosità
Subito dopo la messa in onda, il pubblico e una parte della stampa hanno ipotizzato un seguito, per il quale però non è arrivata conferma ne da parte degli autori ne di Rai Fiction. In merito è stata aperta anche una petizione su change.org dal titolo: "Vogliamo il seguito della fiction La luce nella masseria".
In alcune interviste Saverio D'Ercole ha dichiarato che una parte delle vicende raccontate sono liberamente ispirate a quelle della propria famiglia.